# Dietrich Epp
Dietrich Epp (9 de Agosto de 1917 - 19 de Setembro de 1943) foi um comandante de U-Boot que serviu na Kriegsmarine durante a Segunda Guerra Mundial.